# L'Éventail de Séville
Pour les articles homonymes, voir Éventail (homonymie).
L'Éventail de Séville est une série télévisée franco-canadienne  pour la jeunesse, en treize épisodes réalisé par René Wheeler, inspirée du roman du même nom écrit par Paul-Jacques Bonzon en 1958. Elle est d'abord diffusée en Suisse à partir du 9 avril 1968 sur la TSR, puis en France à partir du 10 décembre 1968 sur la deuxième chaîne de l'ORTF, et au Québec du 8 juin au 14 septembre 1969 à la Télévision de Radio-Canada.

## Synopsis
« L'histoire d'un jeune garçon que l'on veut séparer du vieil aveugle qui l’a élevé et qui se sauve sur les routes d'Espagne pour conserver sa liberté. Plusieurs péripéties viennent se greffer sur cette idée de base. »

## Distribution
- Jean Fontaine : le commissaire
- José Squinquel : Lazarillo
- Léonce Corne : Señor Manuel
- Pierre Mirat : Menkes
- Marcel Lupovici : Esteban
- Jacqueline Porel : La Esteban
- Kathy Fraisse : Juanita
- Bernard Jeantet : Pablo
- Gabriel Gascon : Le père jésuite
- René-Louis Lafforgue : Antonio
- Françoise Meyruels : Pilar
- Viviane Gosset : Madame de Tolosa
- Marc Porel : Jesus
- Patrick Lemaitre : Amerigo
- Maurice Gauvin
- Didier Hoffmann : Juan
- Victor Désy
- Mario Verdon : le prêtre
- Colette Fleury : la mère
- Bernard Torres : Pépin
- José Banegil : Martin
- Jean-Marie Robin : Francisco le domestique
- Samy Simon : l'agent
- Antoine Madalon : Raphaël
- Jeanne Perez : la nourrice
- Jean-Pierre Hercé : Rodrigo

## Épisodes
1. Un toit sur la tête
2. La Marchande d'éventails
3. Le Faubourg de Triana
4. Le Secret de Juanita
5. Le Message
6. Sans feu, ni lieu
7. Le Fil
8. La route est longue qui mène de Cordoue à la mer
9. (Dans le port de Malaga)
10. (Arrivé à Las Palmas)
11. (Pablo apprend à Dolores que...)
12. (titre inconnu)
13. La Porte étroite

## Autour de la série
C'est lors de la réalisation de cette série que le comédien et chanteur René-Louis Lafforgue trouve la mort au volant de sa voiture. Quelques plans restant à tourner pour terminer l'histoire, le réalisateur, René Wheeler, engage un inconnu ressemblant à René-Louis Lafforgue, qui, tout en restant muet, interprète le rôle tenu par René-Louis Lafforgue.
L'Éventail de Séville est partiellement tourné, en 1966, à Albi (Tarn). 
La première scène de l'effondrement se passe dans la maison à l'angle des rues Puech-Bérenguier et rue de la Croix-Blanche dans l'actuelle Maison du Viel-Albi. La scène du nouveau logement a été tournée place Savène dans le quartier du Castelviel; la scène de la première rencontre avec Antonio René-Louis Lafforgue a été tournée rue Rinaldi, près de l'ancienne épicerie du N°69; la course de poussettes de M. Menkès a été tournée dans la descente de la rue de la Rivière; la rencontre avec Juanita Kathy Fraisse, comme beaucoup de scènes, devant le parvis de la cathédrale Sainte-Cécile; dans les jardins du Palais de la Berbie à la recherche de Juanita, en haut de la rue d'Engueysse, rue Auger-Gaillard et l'impasse du même nom, dans une partie du quartier appelé La petite Espagne; sur le parvis et à l'intérieur de l'église de la Madeleine; dans la rue Porta, près du pont Vieux, dans le quartier de la Madeleine qui, à l'époque, est le quartier espagnol. Les scènes en camion sont tournées sur la D612 à la sortie d'Albi en passant devant les cimenteries de Ranteil; dans une station de carburants STELA, marque albigeoise; à Castelnau-de-Lévis devant l'ancien château;